# Kaulakha
Kaulakha es una ciudad censal situada en el distrito de Agra en el estado de Uttar Pradesh (India). Su población es de 13269 habitantes (2011). 

## Demografía
Según el censo de 2011 la población de Kaulakha era de 5438 habitantes, de los cuales 2934 eran hombres y 2504 eran mujeres. Kaulakha tiene una tasa media de alfabetización del 70,85%, superior a la media estatal del 67,68%: la alfabetización masculina es del 78,60%, y la alfabetización femenina del 61,90%.